# Basílica e Paróquia Matriz Nossa Senhora do Carmo
A Basílica e Paróquia Matriz Nossa Senhora do Carmo ou Basílica Nossa Senhora do Carmo de São Paulo foi projetada pelo arquiteto polonês Georg Przyrembel, que soube aproveitar as obras sacras da antiga igreja do Carmo, como os dois altares e os parapeitos dos janelões. As pinturas foram feitas por Tullio Mugnaini e as Vias Sacras por Carlos Oswald.
Foi inaugurada no dia 1.º de abril de 1934, domingo de Páscoa naquele ano. O arcebispo de São Paulo, Dom Duarte Leopoldo e Silva deu a bênção episcopal.
Em 1940, a igreja foi efetivada como paróquia e teve como primeiro vigário o frei Batista Blenke. No dia 10 de dezembro de 1949, o bispo carmelita Dom Eliseu van de Weijer sagrou a Igreja. Em 13 de maio de 1950 foi elevada à categoria de basílica menor pelo Papa Pio XII.
O órgão da basílica foi construído na Alemanha em 1934 pela fábrica alemã E. P. Walker, com dois teclados e 2 206 tubos. Em 1955 foi ampliado por Pedro Inglada para 3 manuais e pedaleira, passando a ter uma sonoridade de 9 660 tubos. Em 1981 foi realizada reforma geral por Ricardo Clerice.